# Jürgen Plate
Jürgen Plate (* ca. 1953; † 12. September 2018) war Professor für Informatik an der Fakultät für Elektrotechnik und Informationstechnik der Hochschule für angewandte Wissenschaften München und technischer Autor.

## Leben
Plate forschte in den Bereichen Betriebssysteme und Netzwerke. Neben seiner akademischen Tätigkeit wurde er als Autor zahlreicher Fachartikel, unter anderem in mc, Funkschau, ELO und Elrad, und Bücher, insbesondere zu Rechnerarchitektur und Datenfernübertragung bekannt. Von 1985 bis 2001 war er Co-Autor und Co-Moderator der Sendungsreihe ComputerTreff, die vom Bayerischen Rundfunk übertragen wurde. Darüber hinaus ist Plate einem Teil der deutschen Öffentlichkeit durch sein gesellschaftspolitisches Engagement bekannt geworden, da er sich als Vorstand im Münchner „Förderverein Informationstechnik und Gesellschaft“ (FITUG) ab 1996 für die Integration der neuen Medien eingesetzt hat. Dabei lag ein Schwerpunkt seiner Arbeit in der Aufklärung über Risiken und Gefahren durch das Internet, vor allem für die Bürgerrechte.

## Schriften
- Pascal: Einführung, Programmentwicklung, Strukturen. Ein Arbeitsbuch mit zahlreichen Programmen, Übungen und Aufgaben. Mit Paul Wittstock. Franzis-Verlag, München 1981, ISBN 3-7723-6901-4.
- Betriebssystem CP/M. Vom Monitorprogramm zum Mehrbenutzersystem. Franzis-Verlag, München 1984, ISBN 3-7723-7521-9.
- Hard- und Software für den Epson HX 20. Heiße Applikationen für den attraktiven Aktentaschen-Computer. Mit Wolfram Lechner. Franzis-Verlag, München 1985, ISBN 3-7723-8041-7.
- Computergrafik: Einführung – Algorithmen – Programmentwicklung. Ein Arbeitsbuch mit zahlreichen Programmen und Hardware-Applikationen für Plotter und Bildschirm. Franzis-Verlag, München 1987, ISBN 3-7723-8281-9.
- Modem-Technik. Datenkommunikation per Telefon – Ein Handbuch für den fortgeschrittenen Anwender. Pflaum Verlag, München/Bad Kissingen/Berlin/Düsseldorf/Heidelberg 1997, ISBN 3-7905-1500-0.
- Messtechnik für Computernetze. Fehler finden in LAN und WAN. Mit Jörg Holzmann. Pflaum Verlag, München/Bad Kissingen/Berlin/Düsseldorf/Heidelberg 1997, ISBN 3-7905-1504-3.
- Internet kompakt. Das müssen Sie wissen. Pflaum Verlag, München/Bad Kissingen/Berlin/Düsseldorf/Heidelberg 1997, ISBN 3-7905-1501-9.
- Internet glasklar. Einführung für Studenten. R. Oldenbourg Verlag, München/Wien 1997, ISBN 3-486-23907-4.
- Linux-Server für Intranet und Internet. Den Server einrichten und administrieren. Mit Jörg Holzmann. Carl Hanser Verlag, München/Wien 2000, ISBN 3-446-21368-6.
- Internet glasklar. Einführung für Studenten. Mit Michael Kofler. Pearson Studium, München/Boston 2006, ISBN 3-8273-7205-4.
- Linux Hardware Hackz. Messen, Steuern und Sensorik mit Linux. Carl Hanser Verlag, München/Wien 2007, ISBN 978-3-446-40783-1.
- Der Perl-Programmierer. Perl lernen – professionell anwenden – Lösungen nutzen. Carl Hanser Verlag, München 2010, ISBN 978-3-446-41688-8.